# Watchung
Watchung és una població dels Estats Units a l'estat de Nova Jersey. Segons el cens del 2007 tenia 6.508 habitants.

## Demografia
Segons el cens del 2000, Watchung tenia 5.613 habitants, 2.098 habitatges, i 1.617 famílies. La densitat de població era de 360 habitants/km².
Dels 2.098 habitatges en un 30,8% hi vivien nens de menys de 18 anys, en un 70,4% hi vivien parelles casades, en un 4,1% dones solteres, i en un 22,9% no eren unitats familiars. En el 19% dels habitatges hi vivien persones soles el 6,9% de les quals corresponia a persones de 65 anys o més que vivien soles. El nombre mitjà de persones vivint en cada habitatge era de 2,62 i el nombre mitjà de persones que vivien en cada família era de 3.
Per edats la població es repartia de la següent manera: un 21,9% tenia menys de 18 anys, un 4,7% entre 18 i 24, un 27% entre 25 i 44, un 30,1% de 45 a 60 i un 16,3% 65 anys o més.
L'edat mediana era de 43 anys. Per cada 100 dones de 18 o més anys hi havia 93,3 homes.
La renda mediana per habitatge era de 101.944 $ i la renda mediana per família de 120.764 $. Els homes tenien una renda mediana de 80.658 $ mentre que les dones 54.167 $. La renda per capita de la població era de 58.653 $. Aproximadament el 0,5% de les famílies i el 2,2% de la població estaven per davall del llindar de pobresa.

## Poblacions més properes
El següent diagrama mostra les poblacions més properes.